# Macrobiotus ovidii
Macrobiotus ovidii är en djurart som tillhör fylumet trögkrypare, och som beskrevs av Bartos 1937. Macrobiotus ovidii ingår i släktet Macrobiotus, och familjen Macrobiotidae. Inga underarter finns listade.